# Heinz
H. J. Heinz Company, vulgarmente conhecida como Heinz e famosa pelo seu slogan “57 Variedades” e por seu ketchup, é uma empresa alimentícia americana com sede em Pittsburgh, Pensilvânia.
Talvez mais conhecida por seus ketchups, a H. J. Heinz Company fabrica milhares de produtos alimentares em fábricas em seis continentes e comercializa estes produtos em mais de 200 países e territórios. Heinz é classificada em primeiro lugar em vendas de ketchup nos Estados Unidos, com uma fatia de mercado superior a 50 por cento. Além disso, sua marca Ore-Idla detinha mais de 50% do setor de batata congelada. Globalmente, a empresa alega ter um número de 150 marcas, ou seja, a segunda posição mundial. Dividindo as vendas por setor, ketchup, condimentos e molhos representam cerca de 24 por cento do total de vendas; produtos pet (9-Lives, Gravy Train e Ken-L-Ration), 14 por cento; produtos congelados (incluindo Ore-Idla, Budget Gourmet e Weight Watchers), 15 por cento; sopas, feijão, massas e refeições, 12 por cento; atum, 12 por cento; comida infantil, 12 por cento; e outros, 12 por cento. Geograficamente, cerca de 55 por cento das vendas são geradas na América do Norte, 26 por cento na Europa, 11 por cento na Ásia e Pacífico; e 8 por cento em outros locais.
Em Portugal a marca Heinz é representada pela Jerónimo Martins, desde os anos 1980.

## História
Em 1933, a família Heinz e outras famílias famosas dos Estados Unidos fizeram parte de uma conspiração para derrubar o governo de Franklin Delano Roosevelt. Eles queriam que o presidente adotasse políticas semelhantes às de Hitler e Mussolini para enfrentar as consequências da crise de 1929.

## Aquisição da Quero Alimentos
Em Fevereiro de 2011 a Heinz comprou 80% das ações da Coniexpress (Quero Alimentos). No final de 2012 a Heinz compra a Quero e muda sua razão social para Heinz Brasil S.A. Os Ketchup da Heinz ja estão sendo produzidos no Brasil.

## Venda da empresa
Em Fevereiro de 2013, o fundo de investimento brasileiro 3G Capital e o fundo de investimento americano Berkshire Hathaway anunciou a compra da empresa por 28 bilhões de dólares. O capital será dividido em parte iguais entre os dois investidores, mas o controle operacional da Heinz será do 3G Capital. O Departamento Federal de Investigação está a investigar transações suspeitas de que alguns investidores souberam da manobra antes de ter sido anunciado. A comissão de vigilância da bolsa norte-americana detectou um número anormal de transações, um dia antes de a operação ser anunciada.